# Zellenbach
Zellenbach är ett vattendrag i Österrike.   Det ligger i förbundslandet Niederösterreich, i den östra delen av landet, 60 km sydväst om huvudstaden Wien.
I omgivningarna runt Zellenbach växer i huvudsak blandskog. Runt Zellenbach är det ganska tätbefolkat, med 75 invånare per kvadratkilometer.